# Michał Ratyński
Michał Ratyński (ur. 16 maja 1948 w Warszawie, zm. 11 września 2013 tamże) – polski reżyser teatralny.
Absolwent Wydziału Ekonomiczno-Społecznego Szkoły Głównej Planowania i Statystyk (SGPiS) w Warszawie z 1970, Wyższego Studium Zawodowego Organizacji Produkcji Filmowej i Telewizyjnej Państwowej Wyższej Szkoły Filmowej, Telewizyjnej i Teatralnej im. Leona Schillera (PWSFTviT) w Łodzi z 1972, oraz Wydziału Reżyserii Dramatu Państwowej Wyższej Szkoły Teatralnej (PWST) w Warszawie z 1982. Zawodowo związany był z teatrem w Jeleniej Górze, Warszawie, Krakowie oraz w Teatrem Śląskim im. Stanisława Wyspiańskiego w Katowicach, gdzie piastował także stanowisko kierownika literackiego.
Laureat nagrody za najlepszą reżyserię i najlepszą inscenizację sztuki antycznej na VII Festiwalu Sztuki Antycznej w Kerczu na Krymie, w 2005, za sztukę Lizystrata.
Zmarł 11 września 2013, spoczywa na Cmentarzu Komunalnym Północnym w Warszawie.